# Bayas
Bayas é uma comuna francesa na região administrativa da Nova Aquitânia, no departamento da Gironda. Estende-se por uma área de 10,9 km². Em 2010 a comuna tinha 461 habitantes (densidade: 42,3 hab./km²).